# Paolo Mieli
Paolo Mieli (Milano, 25 febbraio 1949) è un giornalista e saggista italiano, che si occupa principalmente di politica e storia.
È stato direttore de La Stampa dal 1990 al 1992 e del Corriere della Sera dal 1992 al 1997 e dal 2004 al 2009. Dal 2009 al 2016 è stato presidente di RCS Libri. Dal 2020 è inoltre editorialista di Radio 24. È membro del Comitato Esecutivo di Aspen Institute Italia .

## Biografia
Nasce da madre cristiana e padre ebreo, Renato Mieli, giornalista vicino al Partito Comunista Italiano la cui famiglia è emigrata dall'Egitto (vi sono Mieli in tutto il bacino mediterraneo, fino a Malta). I genitori si separano quando lui aveva 7 anni. Da Milano, i Mieli si trasferiscono a Roma, dove Paolo compie gli studi classici presso il liceo classico "Torquato Tasso", istituto in cui come compagno di classe, nella sezione B, ha il futuro governatore della Banca d'Italia Ignazio Visco.
Si laurea in Lettere Moderne con una tesi in Storia moderna e contemporanea su Giuseppe Bottai e la sinistra fascista, con relatore Renzo De Felice (storico italiano del fascismo) e co-relatore Rosario Romeo (studioso del Risorgimento).

### Anni '60
Mieli muove i primi passi nella carta stampata da giovanissimo: nel settembre 1967 Eugenio Scalfari lo assume diciottenne a L'Espresso. Il suo ruolo è destinato a crescere sotto le direzioni di Gianni Corbi (1968-1970) e, soprattutto, di Livio Zanetti (1970-1984), col quale sarà inviato di politica internazionale (Israele, Vietnam, Spagna, Etiopia, Marocco, Tunisia, Cecoslovacchia, Francia), capo della sezione culturale, e caporedattore centrale assieme ad Alberto Statera (con cui intervista "Terzo grado"). Secondo Nello Ajello, all'epoca condirettore del settimanale, Rosario Romeo, professore esigente e maestro severo, lo considerava una promessa.
La militanza in Potere Operaio, movimento politico sessantottino della sinistra extraparlamentare, influenzò i suoi esordi.

### Anni '70
Nel 1971 è tra i firmatari della lettera aperta pubblicata sul settimanale L'Espresso sul caso Pinelli e di un altro, pubblicato a ottobre su Lotta Continua, nel quale si esprime solidarietà verso alcuni militanti e direttori responsabili del giornale di estrema sinistra inquisiti per istigazione a delinquere a causa del contenuto ritenuto diffamatorio di alcuni articoli. La sua idea di giornalismo si modifica col passare degli anni: da posizioni estremiste, Mieli passa presto a toni moderati durante gli studi di storia moderna all'Università, dove i suoi maestri sono i citati Romeo e De Felice. Fondamentale nella sua formazione sarà anche la figura di Livio Zanetti, suo direttore all'Espresso.

### Anni '80 e '90

Paolo Mieli ospite di una puntata del programma televisivo Mixer cultura nel 1987

Nel 1985 passa a la Repubblica, dove rimane per un anno e mezzo, per approdare poi a La Stampa. Conduce anche su Telemontecarlo i documentari sulle guerre.
Il 22 maggio 1990 diviene direttore del quotidiano torinese della famiglia Agnelli, La Stampa. In questi anni Mieli affina il proprio stile giornalistico che, con un neologismo, verrà definito "mielismo", e prenderà forma soprattutto con il suo passaggio al Corriere della Sera (10 settembre 1992). Il neodirettore Mieli, come già sperimentato con successo a La Stampa, svecchia il giornale della borghesia lombarda, alleggerendone foliazione e contenuti, utilizzando linguaggio, personaggi e tematiche fin allora confinati alla televisione e ai tabloid di gossip, cercando di attrarre lettori con iniziative allegate al quotidiano. Il cambiamento funziona: il Corriere non perde ma anzi consolida la propria autorevolezza. Il periodo politico vede l'estendersi a macchia d'olio delle inchieste sui politici italiani corrotti, chiamate col termine di Tangentopoli: Mieli tenta di mantenere una posizione abbastanza equidistante dai poteri pubblici e privati (che controllano saldamente il quotidiano: il gruppo Fiat, le banche e gli industriali, i membri del famoso "salotto buono", riuniti da Enrico Cuccia in Mediobanca). La posizione non sarà priva di incongruenze e verrà tacciata di cerchiobottismo, neologismo coniato da Giovanni Valentini. Il 7 maggio 1997 Mieli lascia la direzione del quotidiano lombardo; al suo posto subentra Ferruccio de Bortoli.

### Anni 2000
Mieli diventa direttore editoriale del Gruppo Rcs e, dopo la scomparsa di Indro Montanelli, dal settembre 2001 al dicembre 2004 si occupa della rubrica giornaliera Lettere al Corriere, dove dialoga coi lettori su temi prevalentemente storici.
Il 7 marzo 2003 viene indicato dai presidenti di Camera e Senato come nuovo presidente della Rai, ma la notizia della nomina è seguita dalla comparsa di alcune scritte antisemite sui muri della sede Rai di Milano in corso Sempione, per le quali Mieli riceve la solidarietà di tutto il mondo politico italiano. La nomina dura pochissimi giorni: Mieli rinuncia all'incarico il 13 marzo, non sentendo attorno a sé, per motivi definiti "di ordine tecnico e politico", l'appoggio necessario alla sua linea editoriale.
Il 24 dicembre 2004 torna a dirigere il Corriere della Sera sostituendo Stefano Folli. Il 2 dicembre 2008 è oggetto di una dichiarazione del presidente del Consiglio Silvio Berlusconi che, durante una visita in Albania a Tirana, se la prende con il Corriere della Sera e con La Stampa aggiungendo: "certi direttori cambino mestiere", in risposta al sostegno aperto di Mieli, in occasione delle politiche del 2006, verso lo sfidante Prodi. Il 30 marzo 2009 il CDA di RCS MediaGroup decide di sostituirlo nuovamente con Ferruccio de Bortoli, come già accaduto nel maggio 1997. Mieli lascia la direzione della testata l'8 aprile 2009 per assumere l'incarico di presidente di RCS Libri.

### Anni 2010
Dopo la cessione di RCS Libri a Mondadori (14 aprile 2016), Mieli viene sostituito da Gian Arturo Ferrari alla presidenza, ma resta membro del consiglio d'amministrazione.
Da alcuni anni tiene regolarmente un seminario sulla "Storia dell'Italia Repubblicana" presso la facoltà di Scienze Politiche, Economiche e Sociali dell'Università degli Studi di Milano. È membro del comitato scientifico della Fondazione Italia USA e della Fondazione SUM, legata all'Istituto Italiano di Scienze Umane.
In ambito televisivo Mieli è presente nelle trasmissioni storiche di Rai 3: è uno dei volti principali del "Progetto Storia" avviato per il terzo canale da Pasquale D'Alessandro, avendo partecipato, come conduttore, autore e commentatore, a Correva l'anno, La grande storia, Passato e Presente. Ha anche condotto trasmissioni per Rai Storia.
Dirige per la Rizzoli la collana di saggi storici I Sestanti e per la BUR cura la collana La Storia · Le Storie. Attualmente collabora al Corriere della Sera scrivendo editoriali in prima pagina e recensioni nelle pagine culturali.
Oratore ufficiale in occasione della cerimonia d'ingresso dei Capitani Reggenti della Repubblica di San Marino il 1 aprile 2018.
Il 31 marzo 2018 è stato insignito dell’onorificenza di Cavaliere di Gran Croce dell’Ordine Equestre di Sant’Agata.

### Anni 2020
Nel 2020 viene riconfermato alla conduzione di Passato e Presente, programma (produzione di Rai Cultura) in onda dal lunedì al venerdì alle 13:10 su Rai Tre (e in replica alle 20:30 su Rai Storia). Inoltre, nel 2019 ha condotto otto puntate domenicali in prima serata per La grande storia.
Nella stagione 2019-2020 Mieli partecipa ogni lunedì, mercoledì e venerdì alla trasmissione radiofonica 24 Mattino trasmessa da Radio 24, commentando le notizie del giorno con la rassegna stampa insieme a Simone Spetia. Nella stagione successiva commenta ogni giorno i temi della giornata, dal lunedì al venerdì, affiancando Simone Spetia all'inizio della terza parte di 24 mattino.
Nel 2021 è stato nominato presidente della giuria del premio letterario Viareggio Repaci., incarico che dice di accettare con commozione in quanto il padre era amico di Leonida Rèpaci, fondatore del premio letterario. 
L'8 e 9 aprile 2022 ha partecipato come relatore al convegno dal titolo "Scienza e conoscenza" organizzato a Rimini dal Grande Oriente d'Italia.

### Il Manifesto contro Calabresi
Il 13 giugno 1971 Paolo Mieli (assieme a un gruppo di intellettuali e giornalisti tra i quali Alberto Moravia, Cesare Musatti, Tullio De Mauro, Natalia Ginzburg, Norberto Bobbio, Lucio Colletti, Enzo Paci, Elvio Fachinelli, Umberto Eco, Giulio Carlo Argan) firma un manifesto in cui si accusa il commissario Luigi Calabresi di essere un "torturatore", di avere una "responsabilità" nella morte - 15 dicembre 1969 - dell'anarchico Giuseppe Pinelli e se ne chiede, sulla base di una "ricusazione di coscienza", l'allontanamento dagli uffici della Questura di Milano. L'anno successivo, 17 maggio 1972, il commissario Luigi Calabresi viene assassinato; negli anni novanta mandanti e colpevoli di tale delitto sono stati individuati (da sentenze definitive) in esponenti della formazione della sinistra extraparlamentare Lotta Continua: Giorgio Pietrostefani, Adriano Sofri e Ovidio Bompressi.
Nel 2002 Mieli torna su quell'episodio per scrivere: "Molti anni fa la mia firma capitò (me colpevole) in calce a un manifesto: nelle intenzioni dei promotori - e mia - quell'appello avrebbe dovuto essere a favore della libertà di stampa; ma, per una riprovevole ambiguità della formulazione, pareva che quel testo difendesse la lotta armata e incitasse al linciaggio di Luigi Calabresi. Poco dopo il commissario fu ucciso e io, a distanza di trent'anni, provo ancora vergogna per quella coincidenza. Come, credo (o quantomeno mi auguro), tutti coloro il cui nome comparve in fondo a quel foglio. E vergogna è dir poco: qualsiasi parola di scuse nei confronti di moglie e figli di Luigi Calabresi mi appare ancora a tutt'oggi inadeguata alla gravità dell'episodio". Qualche tempo dopo, Mario Calabresi, figlio del commissario ucciso, racconta in un libro di aver conservato quell'articolo di Mieli in "una busta con le missive o le pagine di giornale che hanno un significato particolare".

### Riviste
Negli anni settanta e ottanta Paolo Mieli collabora a Tempi moderni diretta da Fabrizio Onofri, Queste istituzioni, diretta da Sergio Ristuccia, Nuova Storia Contemporanea diretta da Renzo De Felice, Mondo operaio diretta da Gaetano Arfé, Storia illustrata diretta da Alberto Statera, Pagina diretta da Ernesto Galli della Loggia.

### La Stampa
Viene nominato direttore il 22 maggio 1990, come successore di Gaetano Scardocchia. I suoi obiettivi furono: riaccorpamento del giornale precedentemente diviso in dorsi e assorbimento di Stampa sera con l'edizione del lunedì. Chiama a collaborare Michail Gorbačëv e Giovanni Falcone che, dopo un colloquio con Norberto Bobbio, accetta di scrivere editoriali per il quotidiano torinese. Scrive Nello Ajello: "Di rado 'La Stampa' è stata così vivace, incline all'aneddoto, sensibile al risvolto frivolo come quando l'ha diretta Paolo Mieli. Perfino gli argomenti seri, provenienti da una capitale che Torino detesta, vengono impacchettati in una confezione assai più attraente di un tempo. Nelle mani di un uomo che, in fondo, mangia pane e politica da una vita, La Stampa ha così rischiato – non si sa con quanto gradimento da parte dei suoi lettori autoctoni, ma certo con allarme delle testate concorrenti – di diventare un quotidiano nazionale". A La Stampa Mieli porta alcuni giornalisti tra i quali, da la Repubblica, Paolo Guzzanti, a cui affiderà il compito di colloquiare con il Presidente della Repubblica Francesco Cossiga per una serie di interviste che provocheranno grande clamore. "L'uscita di Paolo Mieli da "La Repubblica" – dove era rimasto per poco tempo e in uno stato di infelicità – aveva infastidito Scalfari", ha scritto in seguito Guzzanti; "Poi lo aveva visto diventare direttore de La Stampa e ora si vedeva portar via una firma del suo giornale, per quanto ormai data per persa, come la mia. Scalfari considerava Paolo Mieli un figlio, ma un figlio ingrato". Mieli sarà direttore de La Stampa fino al 9 settembre 1992, quando cederà il timone a Ezio Mauro.

### Il Corriere della Sera - prima direzione (1992-1997)
Successore di Ugo Stille, entra in carica il 10 settembre 1992. L'avvocato Gianni Agnelli poco tempo dopo disse (l'indiscrezione fu pubblicata da L'Espresso) che Mieli "aveva messo la minigonna a una vecchia signora" compiacendosi del fatto che, in tempi rapidissimi, il Corriere della Sera avesse riconquistato il primato nelle edicole. Secondo Vittorio Feltri, Mieli non fece solo questo: "vibrò senza pietà fendenti micidiali alle consolidate camarille di prime donne che gareggiano da sempre in via Solferino, valorizzando firme nuove, come quelle di Francesco Merlo e Gian Antonio Stella che per lungo tempo erano stati relegati al ruolo di comprimari". Il Corriere diretto da Mieli ebbe un interesse particolare per gli argomenti a carattere storico. Ha scritto Ernesto Galli della Loggia: "libero da pregiudizi ideologici, e percependo l'interesse politico-giornalistico di tali argomenti per l'esistenza intorno ad essi di una curiosità nel pubblico sempre assai viva, specialmente in un periodo così ricco di cambiamenti di regime, di aperture di nuovi archivi, di ritorni sulla scena di uomini e ricordi, Mieli decise, prima a La Stampa poi al Corriere, di dare larghissimo spazio a ogni genere di notizia e di articoli al riguardo. Soprattutto a tutto quanto di nuovo veniva alla luce, agli interrogativi e ai punti di vista eterodossi: non facendosi intimidire dalle polemiche, ma anzi per più versi alimentandole. Il "revisionismo" divenne così, di fatto, una cavallo di battaglia del suo giornale. Fu, non vorrei esagerare, qualcosa che ricordava alla lontana la battaglia antigiolittiana del Corriere di Albertini; questa volta però con un establishment culturale non già sostanzialmente alleato, come era accaduto al giornale nel primo quindicennio del Novecento, bensì decisamente ostile". Durante la sua prima direzione del Corriere, Mieli dà vita al settimanale femminile "Io donna". La Repubblica risponde con D. Resterà direttore fino al 7 maggio 1997, quando verrà sostituito da Ferruccio de Bortoli.

### Il Corriere e Mani Pulite
Sostiene Piero Sansonetti: "Nel biennio 1992-93, il potere di Mieli era enorme. La società politica era allo sbando. I partiti di governo quasi non esistevano più. Anche il PCI era sotto botta. Chi contava allora? Nacque un'alleanza di ferro tra quattro giornali italiani: il Corriere, La Stampa, l'Unità e la Repubblica. Il direttore de l'Unità era Walter Veltroni, alla Stampa c'era Ezio Mauro, il caporedattore di Repubblica era Antonio Polito. Tra i quattro giornali si stabilì un vero e proprio patto di consultazione che li rendeva fortissimi: ci si sentiva due, tre volte al giorno, si concordavano le campagne, le notizie, i titoli. Il punto di riferimento di tutti era Mieli perché era il Corriere della Sera che contava di più". "L'asse di ferro", secondo Sansonetti, "era tra Mieli, quando ancora stava alla 'Stampa' e Walter Veltroni. Diciamo che comandavano loro e, se c'erano dissidi con gli altri, alla fine decidevano loro". "Il giorno del decreto Conso (5 marzo 1993) mi chiamò dal partito Cesare Salvi che mi annunciò un articolo di appoggio all'iniziativa del governo, chiamai io stesso Mieli e gli altri direttori e dopo il giro serale delle telefonate nel corso del quale mi parlarono dei fax di protesta giunti ai giornali e della loro decisione di prendere una posizione di condanna, ne parlai con Veltroni e chiedemmo a Salvi di cambiare il senso del suo articolo. Cosa che Salvi fece prendendo posizione contro il decreto Conso".

### L'avviso di garanzia a Berlusconi
Il 22 novembre 1994 il Corriere della Sera diretto da Mieli pubblica in esclusiva la notizia del primo avviso di garanzia a Silvio Berlusconi che in quel momento è Presidente del Consiglio e, a Napoli, coordina un vertice internazionale. In un'intervista con Bruno Vespa per alcuni suoi libri su Mani Pulite, Mieli racconterà di aver informato in anticipo dello scoop soltanto Alberto Ronchey, all'epoca Presidente di RCS, e di averne parlato con l'avvocato Gianni Agnelli solo l'indomani a notizia pubblicata. I magistrati che avevano avviato l'inchiesta sospettarono che l'indiscrezione fosse giunta al "Corriere" dall'entourage dello stesso Berlusconi. Secondo una ricostruzione dell'intera vicenda fatta da Giancarlo Lehner la notizia era uscita invece dal Palazzo di Giustizia di Milano, come fece intendere apertamente lo stesso Mieli, dichiarando pubblicamente che si sorprese che nonostante fosse stata "aperta un'inchiesta su quella fuga di notizie" i magistrati titolari "non ritennero mai di chiamarmi e chiedermi alcunché [...] io un'ipotesi me la feci anche... è veramente strano che non mi avessero chiesto, neppure pro forma".

### Il caso Montanelli
Nel gennaio del 1994 Mieli propone a Indro Montanelli, ormai in rotta con l’editore de il Giornale, Silvio Berlusconi, di tornare al Corriere della Sera nelle vesti di direttore. Mieli lo avrebbe affiancato come condirettore, ma Indro Montanelli declina l'offerta. In seguito, nel 1994, Montanelli fonda La Voce ma, l’anno successivo, dopo la chiusura del quotidiano, torna al Corriere della Sera da cui era stato licenziato da Piero Ottone nel 1974, per curare, nella rubrica "La Stanza", la corrispondenza con i lettori.

### Cerchiobottismo e doppiopesismo
Dopo la vittoria di Romano Prodi e dell'Ulivo alle elezioni politiche del 1996, su La Repubblica Eugenio Scalfari e Giovanni Valentini accusano il Corriere di "cerchiobottismo". Il Corriere di Mieli avrebbe iniziato, secondo questa accusa, a criticare sia il centrodestra sia il centrosinistra, "un colpo al cerchio e uno alla botte", non capendo che il centrodestra berlusconiano continuava a essere cosa diversa dal centrosinistra e meritava perciò una più severa attenzione. La risposta di Mieli è così sintetizzata da Angelo Agostini: "La controaccusa è di "doppiopesismo". Dopo la stagione di Mani Pulite che avrebbe visto i media uniti nel ruolo di cani da guardia dei poteri pubblici e privati, alcuni giornali come "La Repubblica" avrebbero cominciato a giudicare con due pesi diversi: uno più leggero per il centrosinistra al governo, l’altro più pesante per Berlusconi all'opposizione, sempre gravato da vicende giudiziarie e conflitto d'interessi". Sostiene Mieli: "Se sei un guardiano, devi continuare ad esserlo anche quando sono i tuoi a governare: non è possibile usare un doppio peso, una doppia misura. Ed è impensabile concentrare le critiche sull'opposizione, risparmiando le nostre attenzioni alla maggioranza".

### Terzismo
In risposta a due parlamentari, uno di centrodestra (Marco Follini) e uno di centrosinistra (Franco Debenedetti), Mieli scrive: "Terzismo non è una ricerca di neutralità o di felice equidistanza dalle parti in conflitto, bensì un modo diverso di collocarsi nel centrodestra e nel centrosinistra per evitare al proprio schieramento di essere travolto dal conflitto stesso. Fu così anche per i melii raccontati da Tucidide, i quali, pur essendo colonia spartana, si schierarono esplicitamente dalla parte degli ateniesi. Ma pretendevano di stare dalla parte degli ateniesi alla loro maniera, decidendo loro se, come e quando sarebbero entrati nel conflitto. Atene ritenne che concedere loro questa facoltà sarebbe stata considerata dagli altri una prova di debolezza. Per questo combatté, vinse e sterminò i melii... È la regola sancita dalla storia, non si sfugge al triste destino dei melii. E vorrei che ne fossero consapevoli gli aspiranti terzisti".

### Direzione editoriale
Nel periodo che va dal 1997 al 2004, Paolo Mieli è direttore editoriale dell'intero Gruppo Rizzoli-Corriere della Sera. Sovrintende alla ristrutturazione dei settimanali del Gruppo (Amica, Il Mondo, A), è membro del Cda del quotidiano spagnolo Mundo, fonda - nel 1997 - a Napoli il Corriere del Mezzogiorno di cui è direttore Marco De Marco. Nel settembre del 2001 eredita da Indro Montanelli - su decisione di Ferruccio de Bortoli - la rubrica della risposta alle lettere dei lettori.

### Il Corriere della Sera - seconda direzione (2004-2009)
Il 24 dicembre 2004 succede a Stefano Folli alla direzione del Corriere della Sera. Nell'estate del 2005 il costruttore Stefano Ricucci, insieme ad alcuni amici ribattezzati (da un'intercettazione telefonica dello stesso Ricucci) "furbetti del quartierino", tenta un'acquisizione del Corriere della Sera. Tale scalata è ben vista dal banchiere Gianpiero Fiorani impegnato a conquistare la Banca Antonveneta, dal governatore della Banca d’Italia Antonio Fazio e dal Presidente dell'Unipol Giovanni Consorte. Ma la manovra, dietro la quale il settimanale di Enrico Deaglio Diario individua collegamenti con il mondo dalemiano e quello berlusconiano, non va in porto. L'8 marzo del 2006, con un editoriale sul Corriere della Sera, dichiara che il suo giornale avrebbe auspicato una vittoria elettorale dell'Unione e di Romano Prodi (e auspicato un rafforzamento di AN e UDC) alle successive elezioni politiche. Questa posizione suscita aspre polemiche, non solo tra gli esponenti della Casa delle Libertà, a causa dell'abbandono del cosiddetto "terzismo" da parte della testata. Il vicedirettore del "Corriere" Massimo Mucchetti ha sostenuto che questa decisione ha fatto perdere al giornale quarantamila acquirenti. Lettori che in seguito, però, sarebbero tornati ad acquistare il giornale. Mucchetti ha scritto anche che la scalata dei "furbetti del quartierino" era stata enfatizzata. Il 2 maggio 2007 il Corriere pubblica il primo degli articoli di Sergio Rizzo e Gian Antonio Stella che avrebbero fatto parte del libro La casta. Un libro di denuncia di sprechi e malversazioni dei poteri pubblici italiani. Il 2 dicembre 2008, il Presidente del Consiglio Silvio Berlusconi invita i direttori della "Stampa", Giulio Anselmi, e del "Corriere della sera", Paolo Mieli, a "cambiare mestiere". E nel giro di pochi mesi sia Anselmi sia Mieli vengono esonerati dai loro incarichi.

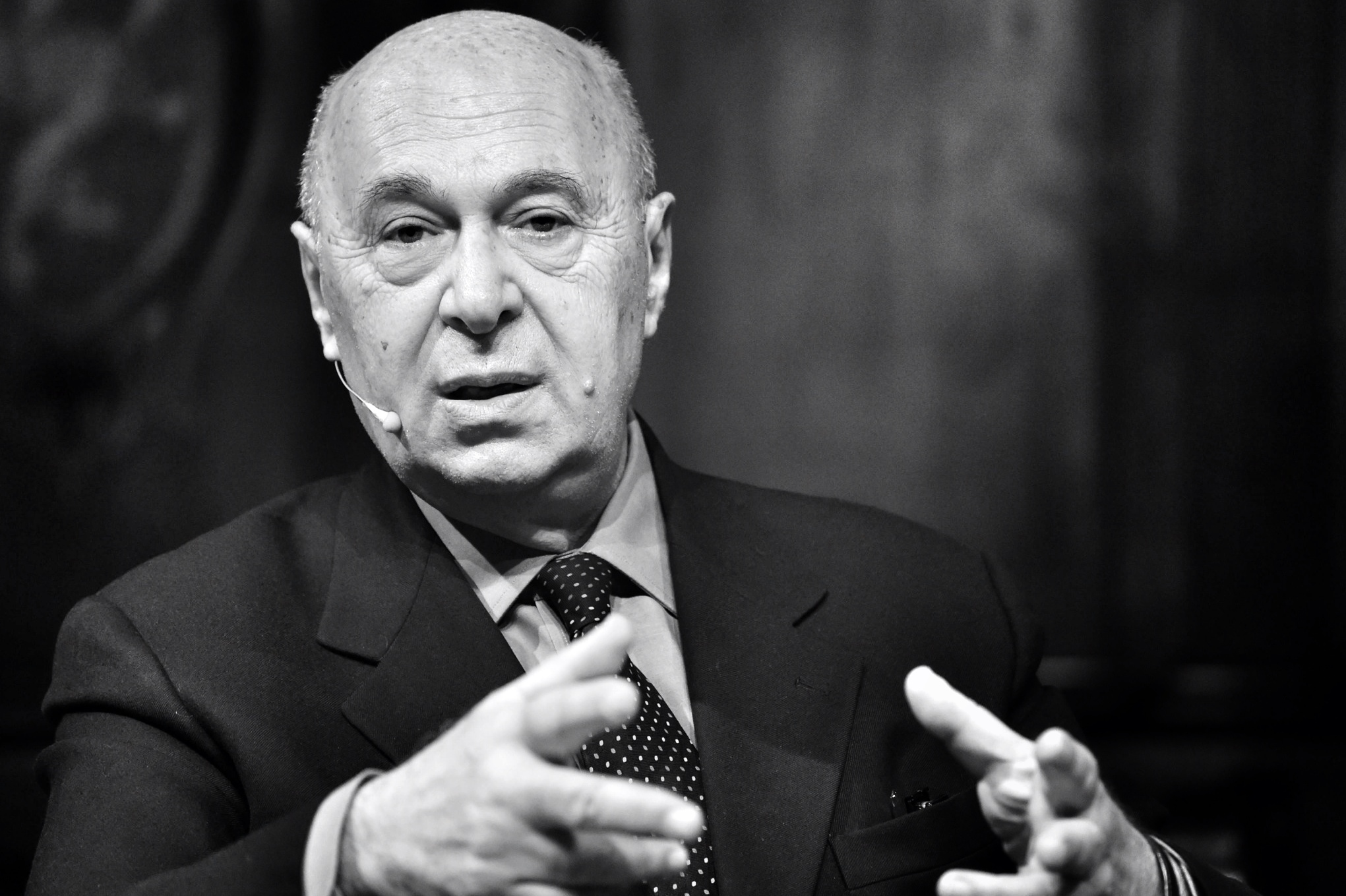
Paolo Mieli

### Il caso De Magistris
Il 3 dicembre 2008 Mieli solleva il giornalista del Corriere della Sera Carlo Vulpio dall'incarico di seguire le indagini delle procure di Salerno e Catanzaro sul caso giudiziario riguardante Luigi de Magistris.

### Presidenza RCS Libri
Dal 2009 al 2016, Paolo Mieli è Presidente di RCS Libri di cui fanno parte Rizzoli, Bur, Bompiani, Fabbri, Sonzogno, Sansoni, La Nuova Italia, Adelphi, Marsilio e Flammarion.

### Televisione
Paolo Mieli ha collaborato a vari programmi televisivi, in particolare riguardanti argomenti storici: Correva l'anno (da lui condotto), La grande storia, Italiani, Storia della prima guerra mondiale, Storia della seconda guerra mondiale, Storia della Repubblica e Passato e Presente. Ha commentato insieme a Franco Bragagna la diretta Rai della cerimonia di apertura delle Olimpiadi invernali di PyeongChang 2018.

### Radio
Dal settembre 2020, Paolo Mieli interviene quotidianamente come commentatore di attualità nazionale e internazionale durante 24 Mattino, trasmissione mattutina di attualità in onda su Radio 24.

### Le polemiche storiografiche
Tra il 1999 e il 2017, Mieli pubblica prima su La Stampa poi sul Corriere della Sera una serie di articoli accompagnati da alcuni libri interamente dedicati a temi storiografici (Le storie, la storia, Storia e politica, I conti con la storia, L'arma della memoria, In guerra con il passato editi da Rizzoli) che provocano un vivace dibattito. Secondo Indro Montanelli, Mieli ha affrontato "lo scottante e (pare impossibile, ma è così) tuttora controverso tema del revisionismo con esemplare equilibrio e senso della misura, ma anche prudenza, mettendosi sotto il patronato (e padrinato) ideologico dei suoi oramai finalmente indiscussi maestri: Rosario Romeo e Renzo De Felice, di cui da studente fu allievo e alla cui scuola è maturato". Mieli, prosegue Montanelli, "ha fatto del revisionismo dimostrativa applicazione su capitoli di storia resi ormai innocui dalla loro monumentale vetustà partendo addirittura da Gerusalemme (quella biblica di Mosè e di David) e dall'Atene di Alcibiade. Per dimostrare che la storiografia non è che un continuo revisionismo e che appunto in questo consiste il suo fascino". Nel 2000, Mieli si occupa del libro in cui Roberto Vivarelli rivela il suo passato giovanile nella Repubblica sociale italiana. Nel suo articolo, pubblicato prima dell’uscita del libro, Mieli spiega che all'epoca in cui aderì alla Rsi Vivarelli aveva solo quattordici anni. Ma su Repubblica Mario Pirani scrive che libro e articolo fanno parte della "campagna per delegittimare le basi fondative della Repubblica, in primo luogo la Resistenza". In un libro, Giampaolo Pansa fa osservare come Pirani, ma anche Giovanni De Luna, Gianpasquale Santomassimo e Nicola Tranfaglia, abbiano attaccato il libro prima ancora di averlo potuto leggere. Giovanni De Luna polemizza in più occasioni con l'"uso pubblico della storia" fatto dal Corriere di Mieli, definito, appunto, un "giornale capace di declinare in termini di marcata originalità un particolare uso pubblico della storia". E si lamenta per il fatto che, a causa di quest'opera del Corriere di Mieli, "il lavoro degli storici è ormai pienamente coinvolto sulla scena mass mediale" con "l'obiettivo esplicito di incidere sulla formazione del senso comune attraverso la revisione del giudizio sui grandi eventi della contemporaneità". Diverso e sostanzialmente elogiativo il giudizio di Ernesto Galli della Loggia, già direttore della rivista Pagina che annoverava Mieli (assieme a Riccardo Chiaberge, Massimo Fini e Giampiero Mughini) tra i suoi vice.

## Il "mielismo"
Claudio Rinaldi, direttore de L'Espresso, conia il termine "mielismo" per definire lo stile giornalistico della nuova stagione del Corriere. La voce "mielismo" viene accolta nella Treccani. Il "mielismo", secondo Filippo Ceccarelli che con Mieli ha lavorato a La Stampa si può riassumere così: "Inconfondibile miscela di spirito alto e materia bassa; attenzione a tutto quanto è televisivamente popolare e popolarmente televisivo; suggestioni perlopiù antiretoriche, non di rado articolate attraverso disseminazioni di dubbi su mitologie consolidate; apparente leggerezza; allegra e spavalda disponibilità al gossip (vulgo: "pettegolezzo"), quindi al divertente, all'eclettico, al frammentario; visione conflittuale della realtà, con conseguente sottolineatura di 'casi', 'polemiche', 'duelli' e, quando possibile, spargimento di polpettine di zizzania destinate soprattutto a uomini politici e intellettuali che si prendono troppo sul serio; culto del dettaglio, ancora, talvolta tirato fino all'estremo limite, e cioè ben oltre la vicenda in cui esso dettaglio s’inscriverebbe". Edmondo Berselli preferisce chiamarlo "metodo Mieli".

## Vita privata
Mieli ha tre figli, avuti con tre diverse mogli: Lorenzo (1973) con la docente e scrittrice Francesca Socrate, Andrea (1979) con Federica Alatri e la figlia Oleandra (1997) con la giornalista Barbara Parodi Delfino. Attualmente la compagna di Mieli è la nota gallerista Camilla Grimaldi.
Mieli, nonostante non sia ebreo di nascita (in quanto la madre non era ebrea), non abbia frequentato la comunità ebraica e non sia neppure religioso praticante, si dichiara «ebreo al 110%, orgoglioso di questa identità», soprattutto nei momenti in cui si hanno manifestazioni di antisemitismo.

## Premi
- Premio Mario Pannunzio, Torino, 1998
- Premio Palmi, 2001
- Premio America della Fondazione Italia USA, 2010
- Premio Procida-Isola di Arturo-Elsa Morante, 2013[57]
- Premio Roma sezione Saggistica, 2018
- Premio Flaiano per il programma culturale, 2022

## Opere
- Le Storie, la Storia, Collana Saggi italiani, Milano, Rizzoli, 1999, ISBN 88-17-86036-0. - col titolo  Le Storie, la Storia. Dall'Atene di Alcibiade al Giubileo del 2000, Nuova ed. aggiornata, prefazione di Indro Montanelli, BUR, 2000-2004, ISBN 88-17-86401-3. - Collana BUR Saggi, Milano, Rizzoli, 2013, ISBN 978-88-17-07042-3.
- Storia e politica. Risorgimento, Fascismo e Comunismo, Milano, Rizzoli, 2001, ISBN 88-17-86778-0.  -Collana Saggi, BUR, Milano, 2014, ISBN 978-88-17-07124-6.
- La goccia cinese. Diario di un anno tra storia e presente, Collana Saggi italiani, Milano, Rizzoli, 2002, ISBN 88-17-87103-6.
- Un docente negli anni della "contestazione", in Luigi Goglia e Renato Moro (a cura di), Renzo De Felice. Studi e testimonianze, Roma, Edizioni di Storia e Letteratura, 2002, ISBN 88-87114-81-1.
- Giovanni Leone. Un caso giornalistico degli anni '70, Napoli-Roma, USOB-UCSI, 2006, ISBN 88-901263-9-6.
- Storia della Prima Repubblica, con 3 DVD, Torino, UTET, 2006, ISBN 88-02-07428-3.
- 1973: Napoli ai tempi del colera. Un'inchiesta di Paolo Mieli con gli allievi della scuola di giornalismo "Suor Orsola Benincasa" di Napoli, Napoli-Roma, USOB-UCSI, 2009, ISBN 978-88-6241-004-5.
- I conti con la Storia. Per capire il nostro tempo, Collana Saggi italiani, Milano, Rizzoli, 2013, ISBN 978-88-17-07003-4.
- L'arma della memoria. Contro la reinvenzione del passato, Collana Saggi italiani, Milano, Rizzoli, 2015, ISBN 978-88-17-08429-1.
- In guerra con il passato. Le falsificazioni della storia, Collana Saggi italiani, Milano, Rizzoli, 2016, ISBN 978-88-17-09011-7.
- Il caos italiano. Alle radici del nostro dissesto, Collana Saggi, Milano, Rizzoli, 2017, ISBN 978-88-17-09574-7.
- La storia del comunismo in 50 ritratti, illustrazioni di Ivan Canu, Milano, Centauria, 2018, ISBN 978-88-6921-271-0.
- Lampi sulla storia. Intrecci tra passato e presente, Collana Saggi italiani, Milano, Rizzoli, 2018, ISBN 978-88-17-10525-5.
- Le verità nascoste. Trenta casi di manipolazione della Storia, Collana Saggi italiani, Milano, Rizzoli, 2019, ISBN 978-88-171-4270-0.
- L'Italia di Mussolini in 50 ritratti, con Francesco Cundari, illustrazioni di Ivan Canu, Milano, Centauria, 2020, ISBN 978-88-692-1445-5.
- La terapia dell'oblio. Contro gli eccessi della memoria, Collana Saggi italiani, Milano, Rizzoli, 2020, ISBN 978-88-171-4951-8.
- L'Italia della Liberazione in 50 ritratti, con Francesco Cundari, illustrazioni di Ivan Canu, Milano, Centauria, 2021, ISBN 978-88-692-1454-7.
- Il fascismo. Dalla nascita all'eredità politica, Collana La Storia · Le Storie, Milano, BUR, 2021, ISBN 978-88-171-5614-1.
- Il tribunale della storia. Processo alle falsificazioni, Collana Saggi italiani, Milano, Rizzoli, 2021, ISBN 978-88-171-5884-8.
- L'Italia della Prima Guerra Mondiale in 50 ritratti, con Francesco Cundari, illustrazioni di Ivan Canu, Milano, Centauria, 2022, ISBN 978-88-692-1471-4.
- Ferite ancora aperte. Guerre, aggressioni e congiure, Collana Saggi, Milano, Rizzoli, 2022, ISBN 978-88-171-7342-1.
- Il secolo autoritario. Perché i buoni non vincono mai, Collana Saggi italiani, Milano, Rizzoli, 2023, ISBN 978-88-171-7899-0.
- Fiamme dal passato. Dalle braci del Novecento alle guerre di oggi, Collana Saggi italiani, Milano, Rizzoli, 2024, ISBN 978-88-171-8668-1.
- Il prezzo della pace. Quando finisce una guerra, collana Saggi italiani, Milano, Rizzoli, 2025, ISBN 978-88-171-9646-8.

### Curatele
- Alberto Asor Rosa-Lucio Colletti-Massimo Luigi Salvadori-Paolo Spriano, Il socialismo diviso, dibattito a cura di P. Mieli, Collana Saggi Tascabili, Bari, Laterza, 1978.
- Litigio a sinistra, Roma, L'Espresso, 1978.

### Prefazioni
- Jean-Paul Sartre, Il muro, Milano, Arnoldo Mondadori Editore, 1989.
- Mario Monti Spadolini a Milano. Il Corriere della Sera e la Bocconi. Articoli e discorsi, 1968-1994, Milano, Rizzoli, 1995, ISBN 88-17-84435-7.
- Ennio Flaiano, Tempo di uccidere, Milano, RCS Quotidiani-Corriere della Sera, 2003.
- Aldo Grasso (a cura di), Fare storia con la televisione. L'immagine come fonte, evento, memoria, Milano, Vita & Pensiero, 2006, ISBN 88-343-1324-0.
- Giuseppe Tornatore, Baarìa, Palermo, Sellerio, 2009, ISBN 88-389-2421-X.
- Walter Tobagi, La rivoluzione impossibile. L'attentato a Togliatti. Violenza politica e reazione popolare, Milano, Il Saggiatore, 2009, ISBN 978-88-565-0112-4.
- Terremoto e 30 anni di cricche. Un'inchiesta con gli allievi della Scuola di Giornalismo "Suor Orsola benincasa" di Napoli, Roma, UCSI-CDG-UNISOB, 2010.
- Ugo La Malfa, Intervista sul non-governo, con Alberto Ronchey, Milano, RCS Quotidiani, 2011.
- Elisabetta Rasy, Tre passioni. Ritratti di donne nell'Italia Unita, Milano, BUR-Rizzoli, 2011, ISBN 978-88-17-04660-2.
- Ugo Foscolo, Ultime lettere di Jacopo Ortis, Milano, BUR-Rizzoli, 2011, ISBN 978-88-17-04665-7.
- Alessandro Frigerio, Budapest 1956, la macchina del fango. La stampa del PCI e la rivoluzione ungherese: un caso esemplare di disinformazione, Torino, Lindau, 2012, ISBN 978-88-7180-978-6.
- Enrico Mattei, Scritti e discorsi. 1945-1962. Raccolta integrale dell'archivio storico ENI, Milano, Rizzoli, 2012, ISBN 978-88-17-05815-5.
- Euripide, Troiane, a cura di Vincenzo Di Benedetto, con un saggio di P. Mieli, Collana Classici greci e latini BUR, Milano, Rizzoli, 2015.
- Alessandro Acciavatti, Oltretevere. Il rapporto tra i pontefici e i presidenti della Repubblica italiana dal 1946 a oggi, Casale Monferrato, Piemme, 2018.
- Antonio Carioti, L'agonia della libertà. Mussolini da presidente a dittatore, Milano, Corriere della Sera, 2022.